# Церква святителя Миколая Чудотворця (Галущинці)
Церква святителя Миколая Чудотворця в Галущинцях — парафія і храм Скалатського благочиння Тернопільської єпархії Православної церкви України в селі Галущинці Тернопільського району Тернопільської области.

## Історія церкви
Згідно з візитацією 1731 року, дерев'яному храму святителя Миколая Чудотворця було близько 100 років. У 1754 році громада збудувала нову дерев'яну церкву, яка діє й досі і є пам'яткою архітектури.
У 1880 році громада була приєднана до парафії села Жеребки.
У 1962 році храм закрили, але він уцілів від руйнування, оскільки в ньому розміщувався музей.
У 1990 році православна громада відновила духовне життя, і храм частково відремонтували, хоча він і залишається в аварійному стані.
У 2006 році архієпископ Тернопільський і Кременецький Іов освятив місце для будівництва нового мурованого храму святителя Миколая Чудотворця.

## Парохи
- о. Петро Зухаєвич,
- о. Климентій Слюзар,
- о. Микола Дяків,
- о. Василь Бачинський (з 1920),
- о. Михайло Шкільний,
- о. Володимир Кепич,
- о. Василь Блаватний (з 1994).